# NGC 5741
NGC 5741 је елиптична галаксија у сазвежђу Вага која се налази на NGC листи објеката дубоког неба.
Деклинација објекта је - 11° 54' 49" а ректасцензија 14h 45m 51,6s. Привидна величина (магнитуда) објекта NGC 5741 износи 13,6 а фотографска магнитуда 14,6. NGC 5741 је још познат и под ознакама MCG -2-38-8, NPM1G -11.0410, PGC 52718.